# Kẻ hủy diệt (khái niệm nhân vật)
Kẻ hủy diệt là tên của loạt phim khoa học viễn tưởng và các sản phẩm ăn theo như sách, truyện tranh,... xoay quanh cuộc chiến giữa các người máy sát thủ, được tạo ra bởi một siêu máy tính (Skynet) trong tương lai nhằm tận diệt loài người, và Quân kháng chiến của John Connor.

## Phim điện ảnh

### Kẻ hủy diệt
Kẻ hủy diệt là bộ phim khoa học viễn tưởng được hãng Orion Pictures phát hành năm 1984 và được đạo diễn bởi James Cameron cùng diễn xuất của Arnold Schwarzenegger, Linda Hamilton và Michael Biehn. Đây là lần đầu tiên tên gọi Kẻ hủy diệt (Terminator) xuất hiện trên thế giới. Trong tương lai gần những người máy sẽ thống trị thế giới. Nhưng chúng đã bị lực lượng kháng chiến loài người do John Connor lãnh đạo đánh bại. Trong nỗ lực cuối cùng, phe người máy gửi ngược trở về quá khứ một Kẻ hủy diệt nhằm tiêu diệt mẹ của John. Quân kháng chiến cũng gửi về một chiến binh nhằm bảo vệ bà.

### Kẻ hủy diệt 2: Ngày phán xét
Kẻ hủy diệt 2: Ngày phán xét là phần tiếp của Kẻ hủy diệt. Phim do hãng TriStar Pictures phát hành năm 1991. James Cameron giữ vai trò đồng tác giả kịch bản, đồng sản xuất và là đạo diễn của phim. Phim có sự trở lại của Arnold Schwarzenegger, Linda Hamilton, Michael Biehn và sự xuất hiện lần đầu của Robert Patrick, Edward Furlong.

### Kẻ hủy diệt 3: Kỷ nguyên người máy
Kẻ hủy diệt 3: Kỷ nguyên người máy là phần cuối cùng trong loạt phim khoa học viễn tưởng Kẻ hủy diệt mà nam tài tử Arnold Schwarzenegger đóng vai chính. Phim đạo diễn bởi Jonathan Mostow cùng diễn xuất của Nick Stahl, Claire Danes và Kristanna Loken.

### Kẻ hủy diệt 4
Kẻ hủy diệt 4 là bộ phim khoa học viễn tưởng được hãng Warner Bros. phát hành năm 2009. Phim do Joseph "McG" McGinty Nichol đạo diễn cùng sự xuất hiện của Christian Bale, Sam Worthington, Anton Yelchin và Roland Kickinger

## Kẻ hủy diệt: Vận Mệnh Đen Tối
Kẻ hủy diệt 6 là bộ phim nối tiếp phần Kẻ hủy diệt 2 do hãng Paramount Pictures sản xuất và mang ra thị trường quốc tế bởi Walt Disney Studios và một số công ty khác. Bộ phim đánh dấu sự trở lại của Linda Halmiton và Arnold Schwarzeneger sau một thời gian vắng bóng cùng một số diễn viên mới

## Kẻ hủy diệt 5
Thời đại Genisys phát hành năm 2015. Đạo diễn: Alan Taylor, với sự tham gia của các diễn viên Arnold Schwarzenegger, Jason Clarke, Emilia Clark...

## Phim truyền hình

### Kẻ hủy diệt: Biên niên sử về Sarah Connor
Phần 1 (2008)
Phần 2 (2012)
Phần 3 (???)

## Các người máy trong series Kẻ hủy diệt

### "Kẻ hủy diệt" T-800/T-850/Model 101
- Tên gọi

Trong danh sách thành phần sản xuất của ba phim đầu của series phim Kẻ huỷ diệt, các nhân vật do Schwarzenegger thủ vai đơn giản được gọi là "Kẻ huỷ diệt". Còn các nhân vật kẻ hủy diệt khác đều được gọi bằng số series của chúng (như T-1000, T-X,...). Vì vậy tên cố định dành cho nhân vật của Schwarzenegger là "Kẻ hủy diệt T2, Kẻ hủy diệt đều có tên cụ thể là "Cyberdyne Systems Model 101". Còn trong T3, Kẻ hủy diệt lại tự gọi mình là "T-101", một cách viết tắt số model.
Trong T4, DVD Phiên bản thái cực và trò chơi điện tử của T2, Kẻ hủy diệt được gọi là series 800 hoặc T-800. Còn theo hậu trường của phim T3 lại có tên là "series 850 Model 101", nghĩa là "T-850" hoặc "T-101".

Ngoài ra, hầu hết các sản phẩm ăn theo của T2 vả T3 tại thời điểm phát hành có hiệu lực pháp lý (ví dụ như Hot Toys, McFarlane Toys...) đều sử dụng danh pháp là T-800 và T-850, góp phần cho chúng được sử dụng rộng rãi, phổ biến một cách tranh cãi, bên cạnh T-600 và T-1000 đã được đặt tên rõ ràng. T4 là bộ phim đầu tiên sử dụng thuật ngữ T-800 khi John Connor nhìn thấy kế hoạch thiết kế khung xương của các người máy nêu trên.
Trong phần bình luận về T2, Cameron khẳng định rằng tất cả kẻ hủy diệt Model 101 đều trông giống Schwarzenegger, Model 102 sẽ trông giống người khác. Điều này dẫn tới một suy đoán rằng: 101 là thông số của hình dáng bề ngoài, còn 800 là thông số của khung xương chung cho các model khác nhau. Một đoạn phim bị cắt trong các phiên bản phim chiếu rạp nhưng xuất hiện trong các Phiên bản đặc biệt của T2, đã củng cố cho cách giải thích trên. Đó là cảnh John và Sarah tắt nguồn của Kẻ hủy diệt. Sau khi tái khởi động, phía trên bên trái màn hình quan sát của Kẻ hủy diệt xuất hiện dòng chữ "Cyberdyne Systems Series 800 Model 101 Version 2.4". Trong trailer ẩn dụ của T2 cũng xác định luận điểm trên khi màn hình hiển thị của hệ thống sản xuất mô cho người máy sinh học cho thông tin là Series 800 Model 101.
- Đặc điểm

Trong thế giới giả thuyết về kẻ hủy diệt, Kẻ hủy diệt là một sát thủ người máy cực kỳ nguy hiểm và cũng là một chiến binh, được thiết kế bởi siêu máy tính quân đội Skynet cho nhiệm vụ thanh lọc và chiến đấu, với mục tiêu tối thượng là tận diệt sự chống cự từ loài người. Nó có thể nói chuyện một cách tự nhiên, sao chép giọng nói của người khác, đọc chữ viết tay, cũng như có mồ hôi, mùi cơ thể và máu. Quân kháng chiến phải sử dụng chó để phát hiện sự xuất hiện của những kẻ hủy diệt, do không thể phân biệt chúng bằng mắt thường. Điểm đáng chú ý nhất về những người máy này là hệ chuyên gia đặc trưng bởi chức năng trí thông minh sinh học kết hợp với khả năng tự học và hệ thống có thể diễn dịch các tác vụ không theo nghi thức tuỳ ý. Ngoài ra, những kẻ hủy diệt này có nguồn hoạt động lên đến 120 năm.
Một đặc điểm tiêu biểu khác trong toàn bộ các series của người máy hủy diệt là con mắt có ánh sáng đỏ. Khi tắt nguồn thì mắt của các kẻ hủy diệt cũng tối đen. Trong cả bồn phim, mắt của Kẻ hủy diệt thể hiện cho tình trạng còn hoạt động của chúng. Mắt không còn sáng nghĩa là chúng không còn hoạt động.
- Cấu trúc
- CPU

CPU của Kẻ hủy diệt có dạng kiến trúc mạng lưới thần kinh siêu bán dẫn ở nhiệt độ phòng với khả năng tự học.

Trong T2, Kẻ hủy diệt khẳng định rằng "tôi càng tiếp xúc với con người thì tôi càng học được nhiều". Còn trong Phiên bản đặc biệt, anh cho biết Skynet "đã tái cài đặt sang chế độ 'read-only' khi các Kẻ hủy diệt đi ra ngoài một mình" nhằm ngăn chặn khả năng chúng suy nghĩ quá nhiều. Sarah và John đã kích hoạt khả năng tự học của Kẻ hủy diệt. Sau đó anh tò mò nhiều hơn và bắt đầu hiểu và bắt chước các hành vi của con người. Lời thoại của Kẻ hủy diệt ở cuối phim T2 cho thấy anh đã có khả năng nhận thức được cảm xúc: "Bây giờ tôi đã hiểu vì sao cậu khóc, nhưng đó là điều mà tôi không bao giờ làm được". Sarah khi độc thoại cũng khẳng định rằng Kẻ hủy diệt đã "học được giá trị của cuộc sống nhân loại". Cảm xúc trên của Kẻ hủy diệt mạnh đến nỗi anh bất chấp cả mệnh lệnh của John Connor cho điều tốt hơn.
- Bề ngoài hữu cơ

### T-800 ( Model 102 )
T-102 có ngoại hình khác T-101

### T-600
T-600 là một con Robot thế hệ cũ,nó không giống T-888, chỉ cần giật điện là hệ thống sẽ tắt nguồn.Và khung giáp làm từ thép thường nên bị gỉ sét, di chuyển chậm nhưng được trang bị vũ khí hạng nặng trên hai tay

### T-888
T-888 là một con Robot thế hệ mới,nếu muốn tắt nguồn của nó cần phải dùng dây điện đang bị quá tải cuốn vào cổ.Sau 120 giây hệ thống sẽ khởi động lại.Nó nhanh hơn và mạnh hơn so với các thế hệ cũ như T800 nhờ các pít-tông mới, với lớp giáp dày hơn được làm từ hợp kim Coltan

### T-800
Là thế hệ đầu tiên của dòng Kẻ Hủy Diệt thế hệ T-8xx, trong dòng T-800 còn có mẫu khác là T-850 và T-888. Nó có khung xương làm bằng hợp kim hyperalloy, nó đã giúp Skynet thâm nhập vào trung tâm Kháng chiến nhờ khả năng cải trang y như thật và chỉ có chó nghiệp vụ đã được huấn luyện mới phân biệt được, T-800 có khả năng thích nghi nhanh với môi trường và sử dụng thông thạo súng

### T-850
Là phiên bản nâng cấp của T-800, được trang bị lớp giáp dày hơn để chống lại vũ khí plasma ( Vẫn bị ảnh hưởng nhất định với một số bộ phận bên trong ), T-850 nhanh hơn, mạnh hơn và nó có thể thực hiện các hành vi xã hội phức tạp hơn, nó còn có khả năng ghi đè mệnh lệnh ban đầu hay tự khởi động lại hệ thống sau khi bị tắt

### T-1000/1001
T-1000 xuất hiện trong Kẻ Hủy Diệt 2. Còn T-1001 được xuất hiện trong Kẻ hủy diệt: Biên niên sử về Sarah Connor. Hai loại kẻ huỷ diệt này đều được làm từ kim loại được chế tạo dựa trên công nghệ nano, một dạng kim loại lỏng. Nhờ vậy chúng có thể bắt chước ngoại hình của bất kì người lớn nào, biến đổi tay thành các vũ khí dạng đâm và di chuyển qua khoảng trống của các vật thể rắn.

### T-X
Xuất hiện ở Kẻ hủy diệt 3. Đây là kẻ hủy diệt duy nhất có ngoại hình ban đầu là nữ giới, tên thật là Terminatrix (viết tắt T-X). Ngoài năng lực biến thân giống T-1000 nhờ cấu tạo là kim loại đa hình bọc khung cơ thể kim loại, chủng rô bốt này được trang bị tích hợp những vũ khí hạng nặng (súng plasma, cưa tròn, súng phun lửa) và cả thiết bị điều khiển những máy móc lạc hậu hơn.

### T-3000 (John Connor)
Đây là một chủng robot mới xuất hiện vào Kẻ hủy diệt: Thời đại Genisys có hình dáng của John Connor sau khi anh bị T-5000 tấn công, mẫu robot này cấu thành từ những con robot siêu nhỏ của skynet nên có thể chống lại hay chữa lành bất kì vết thương nào, chủng robot này tân tiến đến mức nó có thể hòa vào cơ thể của John nhưng vẫn giữ tính cách của anh như lúc còn là con người

### T-5000 (Skynet)
Đây là chủng robot rất bí ẩn, được skynet truyền tải kí ức vào sau khi Quân kháng chiến đánh sập lõi hệ thống của Skynet trong Kẻ huỷ diệt 5: Genisys

### Rev-9
Đây là mẫu Kẻ hủy diệt nguy hiểm nhất đã từng được tạo ra bởi Legion, xuất hiện vào Kẻ hủy diệt: Vận mệnh đen tối nó có hết khả năng của dòng  Kẻ hủy diệt , T-800  và T-1000 và còn thêm khả năng khủng khiếp nhất là có thể tách đôi cơ thể, một bản thể của T-800 và một bản của T-1000, tuy nhiên nó vẫn có thể bị chết như T1000

### Rev-7
Nó giống với Kẻ hủy diệt  Rev-9 nhưng được thiết kế riêng để cho chiến đấu, Nó khát máu và điên cuồng hơn và còn có khả năng đôi thành 2 bản thể T1000, nhưng nó lại không có hình dạng con người như Rev-9 

### Cyborg (Marcus Wright)
Xuất hiện trong Kẻ huỷ diệt 4:Sự cứu rỗi, là người máy tiên tiến nhất của Skynet ở thời điểm đó với nhiệm vụ vô thức dụ John Connor vào trung tâm của Skynet. Chủng rô bốt này tiên tiến đến mức nó có khả năng nói chuyện và có cảm xúc giống chính xác một con người (do những bộ phận nhân tạo duy nhất là khung xương kim loại và phần cứng thu phát tín hiệu của Skynet ở sau đầu), nhưng lại thua kém về mặt thể chất so với mẫu cũ như T-800 vì loại rô bốt này cần nội tạng để duy trì sự sống nên chỉ cần tác động một lực vào vùng tim thì rô bốt sẽ bất tỉnh

### T-900 ( TOK-715 )
Xuất hiện trong Kẻ huỷ diệt:Biên niên sử Sarah Connor là bản nâng cấp của T-888 với khung xương endoskeleton làm từ hợp kim Coltan, nó nhanh và mạnh hơn T-888, ngoài ra loại robot này còn được trang bị module để có thể bắt chước các hành vi xã hội phức tạp như khóc, ăn uống,...

## Các tổ chức trong series Kẻ hủy diệt

### Skynet
Đây là tổ chức được lãnh đạo bởi một siêu máy tính Skynet, nhằm tận diệt loài người siêu máy tính này tạo ra các hầu hết các kẻ hủy diệt từ Kẻ Hủy Diệt cho đến Kẻ Hủy Diệt: Thời đại Genisys đến phần Kẻ Hủy Diệt: Vận mệnh đen tối thì được thay thế bởi Legion

### Quân kháng chiến
Đây là tập hợp những người đã sống sót sau ngày Phán Xét và lập nên tổ chức chống lại Skynet và được lãnh đạo bởi John Connor, Nhưng đến phần "Genisys" thì John đã bị biến đổi anh thành kẻ hủy diệt T-3000